# Pleasant Prairie
Pleasant Prairie és una població dels Estats Units a l'estat de Wisconsin. Segons el cens del 2000, tenia 16.136 habitants.

## Demografia
Segons el cens del 2000, Pleasant Prairie tenia 16.136 habitants, 5.819 habitatges, i 4.393 famílies. La densitat de població era de 186,3 habitants per km².
Dels 5.819 habitatges en un 37% hi vivien nens de menys de 18 anys, en un 65% hi vivien parelles casades; en un 6,7%, dones solteres; i en un 24,5% no eren unitats familiars. En el 19% dels habitatges hi vivien persones soles, el 7,6% de les quals corresponia a persones de 65 anys o més que vivien soles. El nombre mitjà de persones que vivien en cada habitatge era de 2,73 i el nombre mitjà de persones que vivien en cada família era de 3,15.
Per edats, la població es repartia de la següent manera: un 27,2% tenia menys de 18 anys; un 6,6%, entre 18 i 24; un 31,3%, entre 25 i 44; un 24,2%, de 45 a 60; i un 10,6%, 65 anys o més.
L'edat mediana era de 37 anys. Per cada 100 dones de 18 o més anys hi havia 96,7 homes.
La renda mediana per habitatge era de 62.856 $; i la renda mediana per família, de 71.452 $. Els homes tenien una renda mediana de 50.477 $ mentre que les dones, 30.293 $. La renda per capita de la població era de 26.087 $. Aproximadament el 3% de les famílies i el 3,2% de la població estaven per sota del llindar de pobresa.

## Poblacions més properes
El següent diagrama mostra les poblacions més properes.